# Davis (California)
Davis es una ciudad en el norte del estado de California, en Estados Unidos. Según el censo de 2010, en ese momento tenía una población de 65,622 habitantes. Tiene una población estimada, a mediados de 2019, de 69,413 habitantes.
Es la ciudad más grande del condado de Yolo, aunque no es la sede del condado. Hace parte del área metropolitana Sacramento–Arden-Arcade–Roseville. Se encuentra localizada a 2 horas del centro de San Francisco (California) hacia el este. Su principal actividad se deriva de la sede de la Universidad de California, Davis. Se encuentra sobre la orilla derecha del curso bajo del río Sacramento, el principal río del norte del estado.

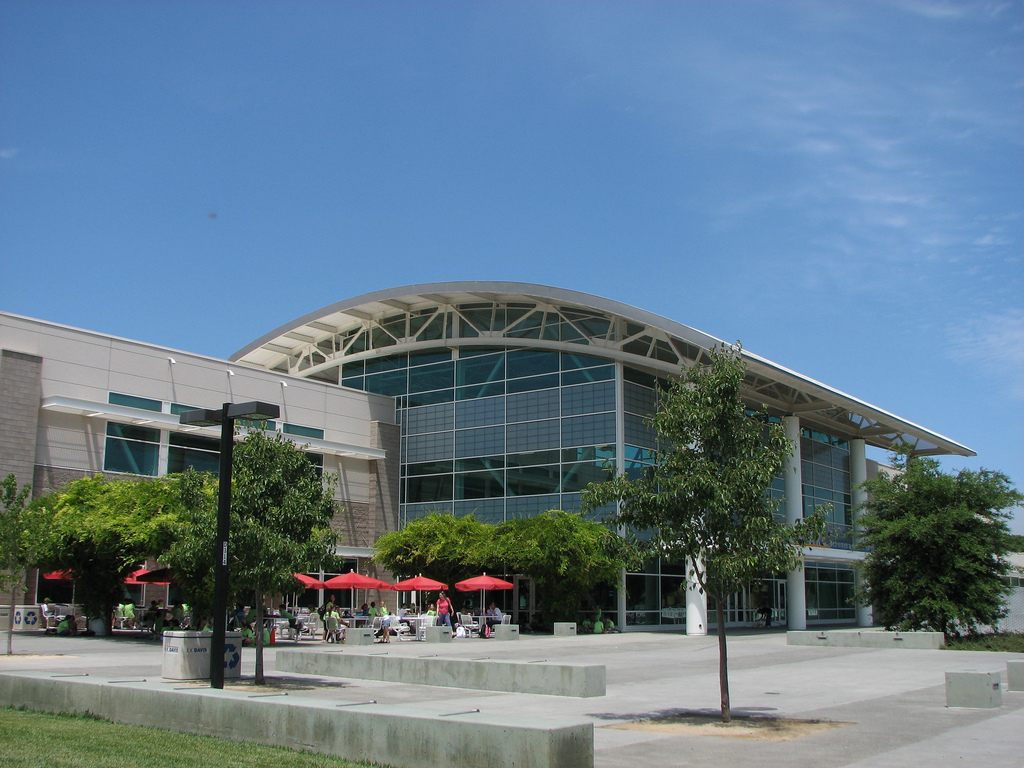
Campus de la Universidad de California, Davis

Es conocida por basar su transporte en el uso de la bicicleta y por ser una de las ciudades más educadas del país. Ostenta la sede permanente del Salón de la Fama del Ciclismo de Estados Unidos.

## Historia

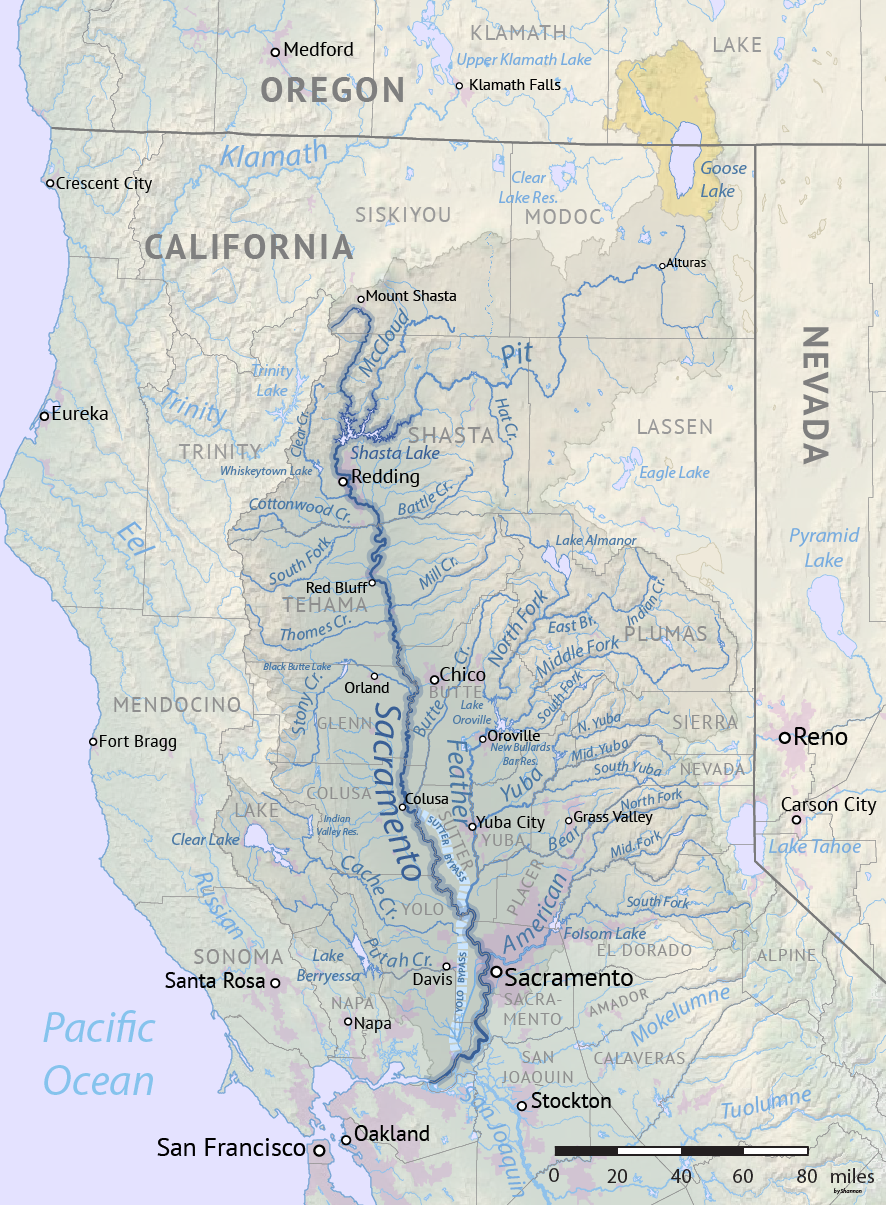
Mapa de la cuenca del río Sacramento donde aparece Davis sobre su curso bajo.

Davis fue fundada en 1868. Recibió su nombre por Jerome C. Davis, un prominente granjero de la zona que después de una vida de éxitos económicos, tuvo en 1867 que hipotecar buena parte de sus tierras o transferísrelas a su padre Isaac, por causa de las sequías, que le impidieron producir suficiente para cubrir los intereses y los impuestos. En noviembre de 1867, Jerome hipotecó la parte sur de sus tierras a la Compañía California Pacific Railroad y se crea la población de Davisville alrededor de un depósito agrícola donde los trenes paraban. El nombre de la ciudad fue acortado por los correos nacionales a Davis. En 1917 la ciudad fue completamente devastada por un incendio y después de esto fue incorporada como una unidad administrativa.

## Economía

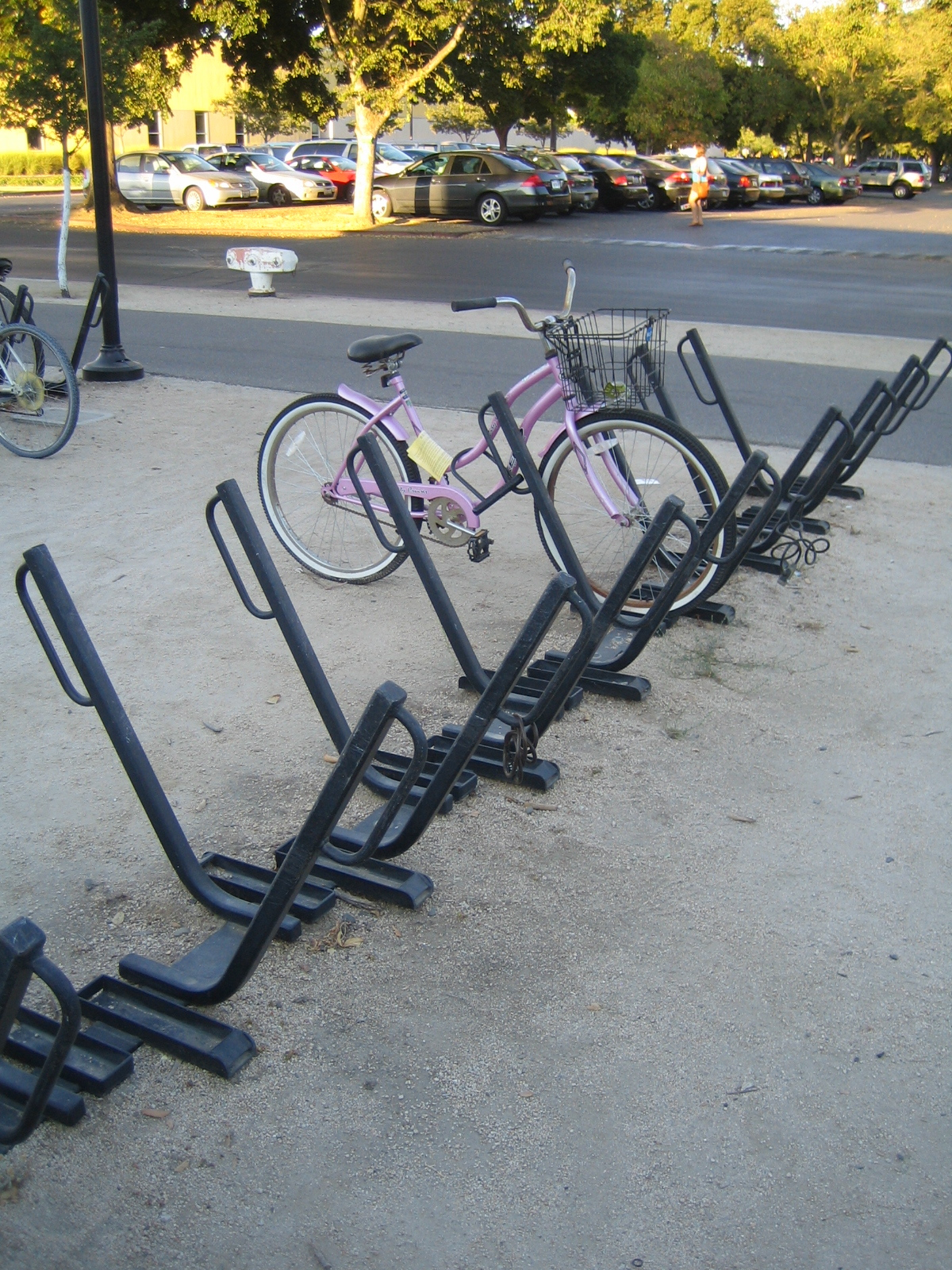
Davis es famosa mundialmente por la cantidad de viajes en bicicletas que se realizan en la ciudad.

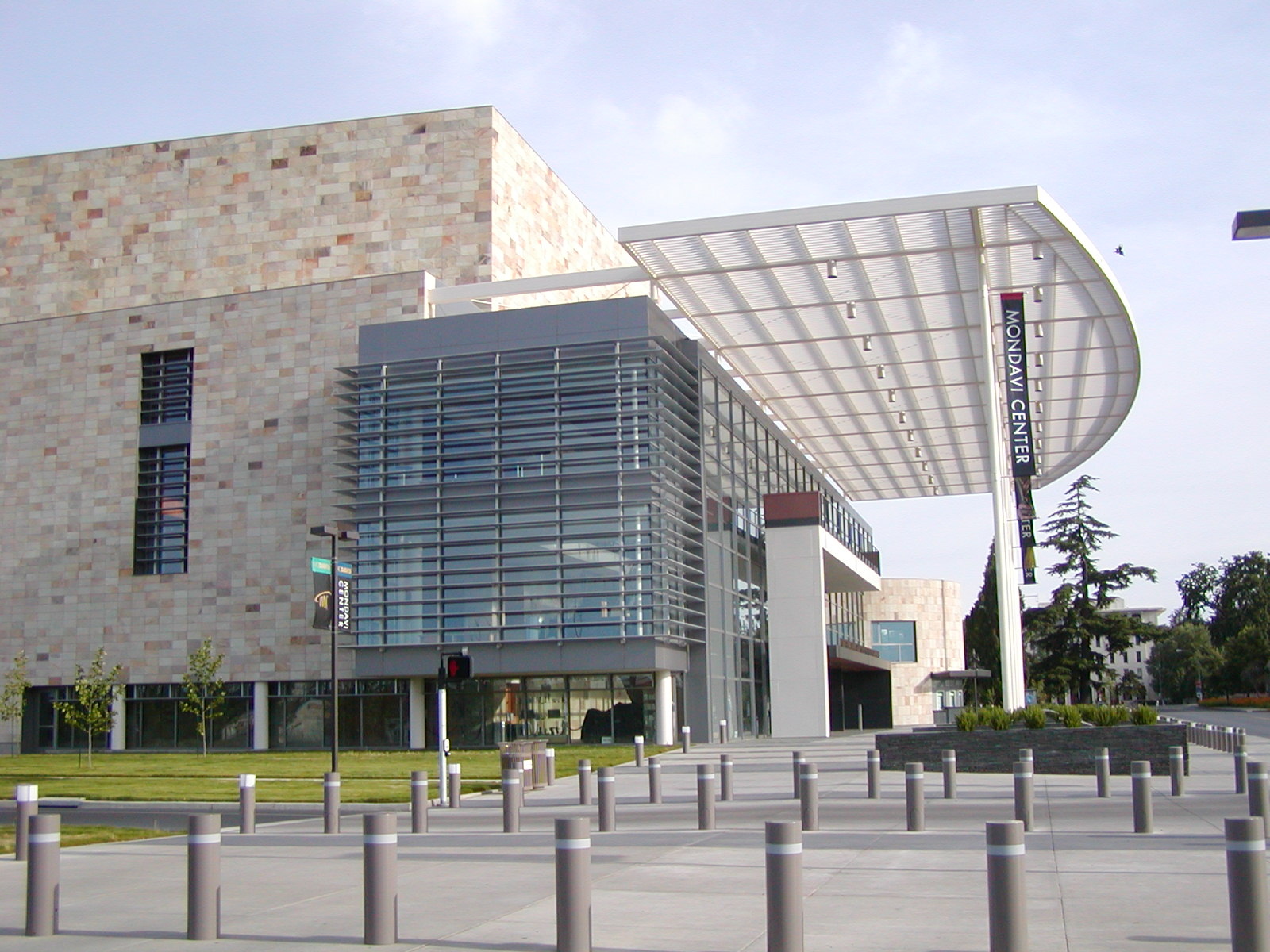
Mondavi Center

De acuerdo con Reporte Finanicero Anual de Davis la actividad económica en la ciudad se distribuye así:
| #  | Empleados                                         | # de empleados |
| -- | ------------------------------------------------- | -------------- |
| 1  | Universidad de California, Davis                  | 30,201         |
| 2  | Distrito Unificado de Escuelas de Davis           | 976            |
| 3  | Ciudad de Davis                                   | 630            |
| 4  | Hospital de Davis                                 | 380            |
| 5  | Pacific Gas and Electric Company                  | 270            |
| 6  | Safeway Inc.                                      | 230            |
| 7  | Departamento de Agricultura de los Estados Unidos | 200            |
| 8  | Nugget Markets                                    | 197            |
| 9  | Davis Food Co-op                                  | 143            |
| 10 | Sierra Health Care Center                         | 125            |

## Demografía
La ciudad de Davis tiene cerca de 66.000 habitantes (2010). La densidad poblacional de Davis es de 6.615,8 habitantes por milla cuadrada o de 2.554,4 personas por km². La ciudad tiene en total 24.873 hogares. La población está dividida en 10.760 (16.4%) menores de 18 años, 21.757 (33.2%) entre 18 y 24 años, 14.823 (22.6%) entre 25 y 44 años, 12.685 (19.3%) entre 45 y 64 años y 5.597  (8.5%) mayores de 65 años. En la siguiente tabla se puede ver la evolución histórica de la población en Davis.
| 700                        | 800 | 939 | 1,243 | 1,672 | 2,554 | 8,910 | 23,448 | 36,640 | 46 209 | 60,308 | 65,622 |
| (Fuente: [cita requerida]) |     |     |       |       |       |       |        |        |        |        |        |